# Glen Alpine
Glen Alpine és una població dels Estats Units a l'estat de Carolina del Nord. Segons el cens del 2000 tenia 1.090 habitants.

## Demografia
Segons el cens del 2000, Glen Alpine tenia 1.090 habitants, 423 habitatges i 307 famílies. La densitat de població era de 227,5 habitants per km².
Dels 423 habitatges en un 29,3% hi vivien nens de menys de 18 anys, en un 58,6% hi vivien parelles casades, en un 9,2% dones solteres, i en un 27,2% no eren unitats familiars. En el 24,1% dels habitatges hi vivien persones soles l'11,3% de les quals corresponia a persones de 65 anys o més que vivien soles. El nombre mitjà de persones vivint en cada habitatge era de 2,57 i el nombre mitjà de persones que vivien en cada família era de 3,05.
Per edats la població es repartia de la següent manera: un 25,4% tenia menys de 18 anys, un 7,9% entre 18 i 24, un 23,9% entre 25 i 44, un 27,1% de 45 a 60 i un 15,7% 65 anys o més.
L'edat mediana era de 39 anys. Per cada 100 dones de 18 o més anys hi havia 90,8 homes.
La renda mediana per habitatge era de 36.397 $ i la renda mediana per família de 44.167 $. Els homes tenien una renda mediana de 27.917 $ mentre que les dones 21.679 $. La renda per capita de la població era de 14.506 $. Entorn del 4,3% de les famílies i el 5,2% de la població estaven per davall del llindar de pobresa.

## Poblacions properes
El següent diagrama mostra les poblacions més properes.